# Дифенилтропин
Дифенилтропин (Тропацин, Tropacinum).
Тропинового эфира дифенилуксусной кислоты гидрохлорид.
Синонимы: Diphenyletropin hydrochloride, Tropazine.

## Общая информация
По строению и фармакологическим свойствам тропацин близок к атропину; уменьшает возбудимость периферических м-холинорецепторов и в связи с этим вызывает расслабление гладкой мускулатуры, уменьшение секреции, расширение зрачка. В этом отношении он менее активен, чем атропин, но более активен по влиянию на центральные холинорецепторы. Тропацин обладает ганглиоблокирующими свойствами. Оказывает также непосредственное спазмолитическое действие на гладкую мускулатуру внутренних органов и кровеносных сосудов.
Тропацин является эффективным холинолитическим средством для лечения паркинсонизма и болезни Паркинсона. Может применяться вместе с L-дофа (см. Леводопа) и мидантаном. Может также назначаться в качестве корректора при экстрапирамидных расстройствах, развивающихся при применении аминазина и других нейролептиков. Препарат эффективен также при спастическик парезах и параличах (в том числе при детских параличах и судорожных двигательных пароксизмах) и при других заболеваниях, сопровождающихся повышением мышечного тонуса.
В клинике внутренних болезней тропацин применяют при спазмах гладкой мускулатуры органов брюшной полости, язвенной болезни желудка и двенадцатиперстной кишки, бронхиальной астме и при других состояниях, сопровождающихся повышением тонуса блуждающего нерва и спазмами гладкой мускулатуры. В акушерской практике применяют как спазмолитическое средство, тормозящее сократительную деятельность матки, он может в связи с этим применяться при угрозе преждевременных родов и аборта.
Назначают тропацин обычно внутрь в таблетках (после еды).
Разовая доза для взрослых 0,01—0,125 г (10—12,5 мг). Назначают 1—2 раза в день. При хорошей переносимости разовая доза может быть увеличена до 0,015—0,02 г (в акушерской практике назначают по 0,02 г 2 раза в день). Суточная доза составляет 0,02—0,05 г, а при хорошей переносимости — до 0,075 г.
Препарат можно назначать также в каплях в виде 1 % раствора (10—15 капель на приём 2—3 раза в день).
Высшие дозы для взрослых внутрь: разовая 0,03 г, суточная 0,1 г.
Разовые дозы для детей в возрасте до 3 лет — 0,001—0,002 г, 3—5 лет — 0,003—0,005 г, 6—9 лет — 0,005—0,007 г, 10—12 лет — 0,007—0,01 г.

## Противопоказания
Возможные осложнения и противопоказания такие же, как для других холинолитиков (см. Атропин, Циклодол).

## Физические свойства
Белый или белый со слабым кремоватым оттенком кристаллический порошок. Легко растворим в воде и спирте.

## Форма выпуска
Форма выпуска: таблетки по 0,001; 0,003; 0,005; 0,01; 0,015 г в упаковке по 10 штук.

## Хранение
Хранение: список А. В хорошо укупоренной таре, предохраняющей от действия света.